# Diffeomorfismo
Un diffeomorfismo è una funzione tra due varietà differenziabili con la proprietà di essere differenziabile, invertibile e di avere l'inversa differenziabile.

## Definizione
Date due varietà {\displaystyle M} e {\displaystyle N}, una mappa differenziabile {\displaystyle f\colon M\rightarrow N} è detta diffeomorfismo se è una biezione e se anche la sua inversa {\displaystyle f^{-1}\colon N\rightarrow M} è differenziabile. Se queste funzioni sono differenziabili per continuità {\displaystyle r} volte, {\displaystyle f} è detta un {\displaystyle C^{r}}-diffeomorfismo.
Due varietà {\displaystyle M} e {\displaystyle N}  sono diffeomorfe (indicato solitamente con {\displaystyle M\simeq N}) se c'è un diffeomorfismo {\displaystyle f} da {\displaystyle M} a {\displaystyle N}. Sono {\displaystyle C^{r}}- diffeomorfe se c'è tra loro una mappa bigettiva differenziabile per continuità {\displaystyle r} volte la cui inversa è anch'essa  differenziabile per continuità {\displaystyle r} volte.

### Negli spazi euclidei
In realtà, nel definire una varietà differenziabile, si usa il concetto di diffeomorfismo, anche se ristretto al caso di regioni di spazi euclidei. Per questo motivo è necessario, ai fini del rigore formale, avere a disposizione una definizione di diffeomorfismo tra spazi euclidei indipendente dal concetto di varietà differenziabile; dunque:
Una funzione tra due regioni (insiemi aperti e connessi) di spazi euclidei {\displaystyle f\colon U\to V}, con {\displaystyle U} regione di {\displaystyle \mathbb {R} ^{d}} e {\displaystyle V} regione di {\displaystyle \mathbb {R} ^{m}}, è un diffeomorfismo se è differenziabile, invertibile e la sua inversa è anch'essa differenziabile.
In una variabile, un diffeomorfismo è una funzione {\displaystyle f} con differenziale {\displaystyle d_{f}\neq 0} quindi invertibile con inversa {\displaystyle f^{-1}} anch'essa differenziabile. Chiaramente, una volta definite le varietà differenziabili, la seconda definizione diventa un caso particolare della prima.

## Diffeomorfismi e omeomorfismi
Di fatto i diffeomorfismi giocano in geometria differenziale lo stesso ruolo degli omeomorfismi in topologia.
È abbastanza facile trovare un omeomorfismo tra varietà differenziabili che non sia un diffeomorfismo, meno facile è trovare varietà omeomorfe che non siano anche diffeomorfe. È possibile dimostrare che per dimensioni minori o uguali a 3, tutte le varietà omeomorfe sono anche diffeomorfe; per dimensioni superiori a 3 è possibile trovare dei controesempi. Il primo controesempio di questo tipo fu costruito da John Milnor in dimensione 7: la sfera di Milnor.